# Wilma Neruda
Wilma Neruda (Brno, 21 de marzo de 1838 – Berlín, 15 de abril de 1911), también conocida como Wilhelmine Maria Franziska Neruda, fue una célebre violinista morava.

## Biografía
Wilma Neruda era hija de un notable músico, Josef Neruda, organista de la catedral de Brno, y hermana de la pianista Amalie Neruda y del compositor Franz Xaver Neruda. Su tatarabuelo fue el destacado compositor Johann Baptist Georg Neruda. Fue una artista muy precoz, que pronto mostró predilección por el violín, aunque inicialmente se había consagrado al piano. A los siete años se presentó al público de Viena como concertista de violín. Continuó recibiendo lecciones de Leopold Jansa, hizo una gira por Alemania y en 1849 recibió una multitudinario ovación en la Royal Philharmonic Society de Londres. Obtuvo muchos éxitos en París en 1864 y ese mismo año se casó con el compositor sueco Ludvig Norman, de quien se separó en 1869.
A partir de esa fecha se estableció en la capital británica, donde tuvo su residencia habitual y donde participó regularmente en los conciertos del Crystal Palace. La actuación de Wilma Neruda en mayo de 1869 con la London Philharmonic, interpretando el Concierto núm. 1 en mi mayor de Henri Vieuxtemps, fue el culmen de su carrera musical en Inglaterra.
A lo largo de la década de 1870, Wilma Neruda continuó tocando los conciertos más exigentes de Mendelssohn, Wieniawski o Beethoven, ganándose el respeto de sus coetáneos. El español Pablo de Sarasate le dedicó la Romanza Andaluza y la Jota Navarra, libro II de Danzas españolas. Neruda fue la primera mujer violinista en tocar música de cámara profesionalmente con hombres. A principios de la década de 1870 dirigió el cuarteto Monday Popular Concerts, que contó con gran éxito en toda Gran Bretaña.
Habiendo enviudado de su primer marido, contrajo nuevas nupcias con el pianista británico de origen alemán Charles Hallé (1888); volvió a emprender varias giras artísticas, y en 1900 trasladó su domicilio a Berlín. En 1910 realizó una gira por Australia. Los críticos afirman que no ha habido ninguna mujer que la igualara en su arte, entre sus coetáneas, y la llenaron de elogios los eminentes violinistas Joachim y Vieuxtemps. Falleció en la capital alemana el 15 de abril de 1911, a la edad de 71 años.